# Khmer National Armed Forces

Wappen der Khmer National Armed Forces

Unter Khmer National Armed Forces (Khmer: កងកម្លាំងប្រដាប់អាវុធជាតិខ្មែរ, Französisch: Forces armées nationales khmères, kurz FANK) werden die bewaffneten Streitkräfte der Khmer-Republik verstanden, einem Staat, der zwischen 1970 und 1975 existierte. Die FANK entstanden 1970 aus den Königlichen Streitkräften Kambodschas (Französisch: Forces armées royales khmères, kurz FARK) nach der Absetzung von Prinz Sihanouk durch Premierminister Lon Nol und das kambodschanische Parlament. Die FANK wurden primär von den Vereinigten Staaten militärisch und finanziell unterstützt. Die FANK bekämpfte die nordvietnamesischen Truppen im Land und die bewaffneten Einheiten der Exilregierung (Front uni national du Kampuchéa, kurz FUNK). Bei den Truppen der FUNK handelte es sich primär um Truppen der Kommunistischen Partei Kampucheas, der Kambodschanischen Revolutionsarmee und um Truppen, welche von den Vietkong und Nordvietnam aufgestellt und unterhalten wurden, den Khmer Rumdo. Diese Truppen werden im Allgemeinen Rote Khmer genannt, obwohl man klar zwischen provietnamesischen und prochinesischen Einheiten unterscheiden muss. Mit dem Fall von Phnom Penh lösten sich die Truppen der FANK auf. Einige wenige Einheiten der FANK führten einen Guerillakrieg gegen das Regime des Demokratisches Kampuchea weiter, viele Mitglieder der FUNK wurden von den Roten Khmer verfolgt und ermordet.